# Myrmeleon niger
Myrmeleon niger is een insect uit de familie van de mierenleeuwen (Myrmeleontidae).